# Hans-Martin Stäbler

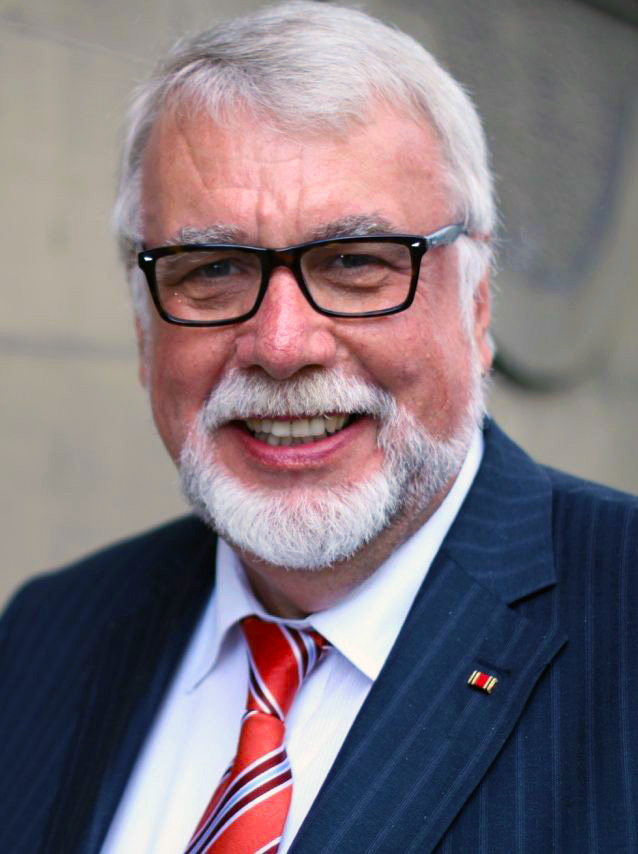
Hans-Martin Stäbler im Jahr 2015

Hans-Martin Stäbler (* 7. Dezember 1951 in Herbrechtingen) ist ein deutscher evangelikaler Theologe und ehemaliger Generalsekretär des Verbandes Christen in der Wirtschaft (CiW).

## Leben
Stäbler wurde in Herbrechtingen bei Heidenheim geboren und wuchs in Reutlingen auf. Schon als junger Mann von 18 Jahren will er die Bedeutung des persönlichen Glaubens an Jesus Christus entdeckt haben. Daraus sei die ehrenamtliche Mitarbeit sowohl in der Jugend- als auch der Musikarbeit der örtlichen evangelischen Kirchengemeinde erwachsen. Nach seiner Wehrdienstzeit in Pfullendorf und Ulm begann er eine Ausbildung im Bereich der Starkstromelektrik und Steuerungselektronik mit dem Berufsziel Elektroingenieur. Ab 1973 absolvierte er ein Theologiestudium am Johanneum in Wuppertal, wo er 1976 zum Verkündigungsdienst ordiniert wurde. Danach war er zunächst fünf Jahre lang Landesjugendwart in einer landeskirchlichen Gemeinschaft in Württemberg (Altpietistischer Gemeinschaftsverband) und anschließend von 1981 bis 1990 Landesjugendreferent im Evangelischen Jugendwerk (EJW) und im CVJM-Landesverband in Württemberg. Zehn Jahre lang engagierte er sich ehrenamtlich im Verwaltungsrat der Freien evangelischen Schule in Reutlingen. Seine berufsbegleitende Ausbildung zum staatlich anerkannten Erzieher, sein journalistisches Volontariat und die Ausbildung beim Evangeliumsrundfunk (ERF) in Wetzlar waren weitere Stationen beruflicher Weiterbildung, bevor er 1986 seinen zweiten kirchlichen Ausbildungsabschluss im Fachbereich Jugendarbeit absolvierte.
Von 1990 bis 2012 amtierte er als Generalsekretär des CVJM-Landesverbandes Bayern. In dieser Zeit führte er „Konfi-Castles“ für Konfirmandengruppen auf der CVJM-Burg Wernfels ein und gründete die missionarischen Projekte „Missiopoints“, bei denen ein Mitarbeiter für drei Jahre an einen Ort entsandt wird, um dort eine CVJM-Arbeit zu gründen oder eine bestehende zu beleben. Stäbler ist Mitinitiator und Redakteur des Mitgliedermagazins CVJM Life. Er engagiert sich auch in seinem Wohnort Lauf auf lokaler Ebene für den CVJM in der Stadt und im Kreis. Er ist Mitarbeiter in der weltweiten YMCA-Bewegung (Young Men’s Christian Association) und Mitglied in der Mitgliederversammlung des Evangeliumsrundfunks (ERF-Medien), des CVJM-MissioCenters Berlin und der Evangelistenschule Johanneum. Von 1991 bis 2011 war Stäbler Geschäftsführer der „CVJM Bayern Reise + Service GmbH“ und dort Initiator und Leiter von Israel-Ferienbibelschulen (Bibel life). Stäbler initiierte und begleitete internationale Bildungs‐ und Versöhnungsprojekte unter anderem in Israel, Ruanda, Südafrika, Namibia und Chile.
Stäbler bekleidete etliche Ehrenämter. So arbeitete er im Leitungskreis der Christival‐Jugendkongresse in Nürnberg 1988 und Dresden 1996 mit und zählt zum Vorstand von ProChrist. Er war stellvertretendes Mitglied der Landessynode der Evangelisch‐Lutherischen Landeskirche in Bayern und ist als Prädikant mit dem Predigtdienst und der Sakramentsverwaltung beauftragt. Ab 1988 führte er gemeinsam mit ERF-Medien „Traumschiff-Reisen“ und „Jesus-Boat-Reisen“ durch, um „Urlaub unter Gottes Wort“ auf dem Wasser zu ermöglichen. Hinzu kommen eine Vielzahl an Gruppenreisen im In- und Ausland. Ein Volontariat im Bereich Rundfunkjournalismus brachte ihn zu ERF-Medien, wo er seit 1990 Vereinsmitglied, seit 2012 als theologischer Referent und Evangelist im Reisedienst tätig ist und 2015 für die 25-jährige Mitgliedschaft geehrt wurde. 2011 gründete er den Verein „missionarisch unterwegs“, dessen Vorsitzender er ist. Zum Verein gehören neben „[bild:werk] medien“ das Reiseunternehmen „unterwegs“ und die Musikgruppe „JOB“ (Jesus Online Band), die auch von Gemeinden gebucht werden kann. Von 2014 bis Februar 2017 war er Generalsekretär des Verbandes Christen in der Wirtschaft (CiW). Er zählt als Unterstützer zu den Erstunterzeichnern der Initiative „Zeit zum Aufstehen – Ein Impuls für die Zukunft der Kirche“. Stäbler engagierte sich zudem in der Arbeitsgemeinschaft Jugendevangelisation in Deutschland (AGJE) und in der Koalition für Evangelisation in Deutschland (Lausanner Trägerkreis). Er ist Mitglied im Vorstand der Evangelistenschule Johanneum in Wuppertal, im Vorstand des Vereins der Gästehäuser Hohe Rhön, in der Mitgliederversammlung von „Tor zum Leben – Lifegate Rehabilitation e.V.“ und im ökumenischen Trägerkreis von „Miteinander für Europa“. Bis 2022 war er Teil des Hauptvorstands der Deutschen Evangelischen Allianz.
Stäbler ist als Redner bei vielen Gottesdiensten, Freizeiten und Thementagen sowie zu Vorträgen im In- und Ausland unterwegs.

## Ehrungen
- Im September 2011 wurde Stäbler vom Präses des deutschen CVJM Karl-Heinz Stengel das Goldene Weltbundabzeichen des CVJM/YMCA überreicht.[18]
- 2014 wurde er mit dem Bundesverdienstkreuz am Bande für sein Wirken im Christlichen Verein Junger Menschen (CVJM) in Bayern ausgezeichnet. Es wurde ihm in Nürnberg vom bayerischen Innenminister Joachim Herrmann überreicht. „Eine jugendpolitische Glanztat war der Ausbau der mittelalterlichen Burg Wernfels zum großen Jugendzentrum in Mittelfranken“, so der Innenminister.[19]
- Im Jahr 2016 hat ihn der jüdische Staat für seinen langjährigen Einsatz für Israel geehrt. Bei einem Festakt im Tourismusministerium wurde gewürdigt, dass das Ehepaar auch in schwierigen Zeiten mit Besuchergruppen in das Heilige Land reiste und dadurch seine Freundschaft zu Israel bewiesen habe. Seit 1981 organisiert und begleitet er zusammen mit seiner Frau Renate Kreuzfahrten, Ferienbibelschulen sowie Chor- und Jugendreisen in das Land und unterstützt Versöhnungsprojekte.[20]

## Privates
Seit 1976 ist Hans-Martin Stäbler verheiratet mit Renate. Das Paar hat fünf Kinder und wohnte ab 1990 in Lauf a. d. Pegnitz bei Nürnberg und zog 2021 um nach Nufringen.

## Veröffentlichungen
- Jugendevangelisation praktisch: Vorbereitung und Durchführung, CVJM-Gesamtverband, Kassel 1986, DNB 861180569.
- Mit Theo Schneider: 62 Andachten zu den Jahreslosungen 1939-2000 (= Leuchtstoff, Band 2),  Born, Kassel 2010, ISBN 978-3-87092-497-3.
- Bitte keine halben Sachen. 30 Mutmach-Andachten, mediakern 2019, ISBN 9783842916326